# Barukan (Tengaran)
Barukan is een bestuurslaag in het regentschap Semarang van de provincie Midden-Java, Indonesië. Barukan telt 3712 inwoners (volkstelling 2010).